# Миронов, Александр Николаевич
Александр Николаевич Миронов (28 февраля 1948, Ленинград — 19 сентября 2010, Санкт-Петербург) — русский поэт, переводчик, видный представитель ленинградского андеграунда 1960—1980-х годов.

## Биография
Сын военного моряка. После окончания школы работал библиотекарем, продавцом книг, сторожем на автостоянке, электромехаником лифтов, оператором газовой котельной. С середины 1960-х публиковался за рубежом (Грани), позднее — в ленинградском самиздате (Часы, Северная почта, Обводный канал и др.). Входил в круг поэтов Малой Садовой, с 1966 — в группу хеленуктов, возглавлявшуюся В. Эрлем. Автор нескольких рукописных сборников. Первая публикация в открытой советской печати — в сборнике Круг (Л., 1985). Переводил польских поэтов.
В 1970-х Александр Миронов сблизился с В. Кривулиным, Е. Шварц. Значение последней в жизни и судьбе Александра Миронова переоценить трудно. Близкое, хотя и непростое общение с Еленой Шварц претерпело два периода. Они довольно часто общались в 1970-е годы, а в 1990-е годы волей случая обнаружили, что живут почти рядом, на соседних Красноармейских улицах. Именно Е. Шварц, высоко оценивая творчество А. Миронова, предприняла очень большие усилия для публикации его основных поэтических сборников (2002 и 2009 годов). По мнению Дмитрия Волчека, первый из этих сборников, составленный Еленой Шварц в 2002 году, а именно, “Избранное” Александра Миронова, вошёл в число поворотных явлений русской поэзии, завершив один век и открыв новый. Эта книга столь же важная и меняющая карту современной поэзии, что может быть названа в ряду пяти ей подобных, а именно: “Камень” Осипа Мандельштама (1913), “Форель разбивает лёд” Михаила Кузмина (1929),  “Опыты соединения слов посредством ритма” Константина Вагинова (1931), “Портрет без сходства” Георгия Иванова (1950) и “Часть речи” Иосифа Бродского (1977).
Несмотря на сложные личные и творческие отношения, между этими двумя поэтами, Еленой Шварц и Александром Мироновым была настоящая живая связь. В одном интервью, когда у Елены Шварц спросили, кто кажется ей самым значительным поэтом, она ответила: «Наверное, А. Миронов, хотя мы с ним — антиподы». Александр Миронов воспринял смерть Елены Шварц как личную трагедию, в итоге пережив её всего на полгода.

С возрастом её <Елены Шварц> поэзия становилась всё более глубокой, христианской и подлинно экуменической по глубине смысла, выстраданного ею, а уж как она страдала, один Господь знает, и за что — да все за то же: весь мир превратился в бездну маразма, превращающегося на наших глазах в безумие: нас, единиц, осталось, сочти — иная реальность, иная планета и перевертень, но это последние вспышки: зло воскресает, добро угасает так тихо, чтобы злу было времечко всласть насладиться... <Она> приняла свою смерть как данность, гордо, непреклонно. Успела. Уснула. Улетела? Кем она была? Величайшей, последней? Спроси у неё. Одной из немногих?
Поздно. Снизу не видно. Боже, бедный я, бедный, как дитя потерял.— Александр Миронов, «Воспоминания о встречах с Е. А. Шварц», лето 2010 г.

## Творчество
По мнению разных исследователей, поэзия Миронова делится на два чётко обособленных периода, первый из которых кончается в начале 1980-х, а второй начинается в 1990-е.
Период между 1983-м и 1990-ми для — время творческого кризиса, примерно в те же годы, как у Сергея Стратановского. Немногочисленные стихи (к примеру, цикл «Кинематограф») резко отличаются от ранних, пронизанных энергией и борьбой. Почти все они написаны верлибром, которым Миронов ни прежде, ни позднее не работал, начинает проявляться прямая социальность. В эти годы Миронов пытается выглядеть «европейцем», намерение, противоречащее природе его таланта. Появляется важная новая черта: язвительность интонации и сдавленная злость. В девяностые годы эта особенность становится одной из определяющих в поэзии второго периода.
слышу грай вороний птичий хор

скоро лист появится первый лист

первый президент был дирижёр

а второй как есть каратист
дарит патриарху букет
этакий салат из цветов
на другой картинке он так мил
руки как католик сложил
двое благочинных за ним

наблюдают он недвижим

в позе каратиста застыл
2 марта 2004 г.
Временное молчание, которое можно толковать как поэтический кризис, а затем резкая перемена творческого лица, после которого появился «второй поэт под той же фамилией», в точности совпали с кризисом и распадом Советского Сюза. Как пишет Олег Юрьев в своей статье, опубликованной через месяц после смерти Александра Миронова, его «решение» оказалось уникальным. Он не видоизменил поэтику, не записался в другое «направление», и не вступил в «поздний период» (подобные явления часто встречаются у поэтов, особенно долго живущих), а разрубил гордиев узел противоречия одним простым ударом: нашёл и вывел в себе, из себя принципиально иного поэта.
Когда оказалась разрушена жёсткая сетка прежней жизни, и советские люди вывалились на бездыханный холод и безвоздушный ветер, Александру Миронову пришлось вдруг заговорить не как раньше, от выдуманного лица, а напрямую, «от себя», своим собственным человеческим голосом. И таковой у него оказался. Это голос отвращения и ненависти, но звук его — металлический, со скрипом и лязгом и с угрожающим гулом, иногда он звучит едва ли не сильнее прежнего языка середины 1970-х. Это два совершенно разных поэта под одним именем. Как следствие, возникла странная аберрация понятий: оба этих поэта, оказавшись под одной обложкой «Избранного», входят друг с другом в сложные резонансные отношения, знакомые ещё по гегелевской диалектике. Цепляясь и отталкиваясь, они постоянно опровергают, отрицают друг друга, и всё таки не могут друг от друга оторваться: во «втором Миронове» слышны отзвуки «первого», а в «первом» задним числом, обратным знанием с высоты нового времени видны начала роста «второго». Такое слитное взаимоотрицание создает небывалую и в самом деле до сих пор не бывавшую энергию движения двусоставного и двуединого поэтического существа. На читателя книги катится сложенный из двух фигурных половин платоновский шар, своего рода поэтический андрогин особенного русского рода: печального и дикого!

## Книги стихов
- Метафизические радости. — СПб.: Призма-15, 1994.
- Избранное: Стихотворения и поэмы 1964—2000 / Сост. Е. Шварц. — СПб.: ИНАПРЕСС, 2002.
- Без огня. — М.: Новое издательство, 2009. (Рецензии: 1, 2.)

## Признание
Лауреат премии Андрея Белого (1981).
Лауреат премии «Georgievich Award. Heaven 49». Награждён орденом «С Благодарностью от Человечества!» (2020).